# Jüri Vips
Jüri Vips (ur. 10 sierpnia 2000 w Tallinnie) – estoński kierowca wyścigowy. Mistrz Niemieckiej Formuły 4 w 2017 roku oraz zdobywca II miejsca podczas Grand Prix Makau w 2019 roku. W 2022 roku kierowca Formuły 2 w zespole Hitech Grand Prix.

## Wyniki

### Podsumowanie
| Sezon   | Seria                                  | Zespół            | Starty | P1 | PP | NO | Podia | Punkty | Pozycja |
| ------- | -------------------------------------- | ----------------- | ------ | -- | -- | -- | ----- | ------ | ------- |
| 2016    | Niemiecka Formuła 4                    | Prema Powerteam   | 24     | 0  | 0  | 0  | 5     | 138    | 6       |
| 2016    | Włoska Formuła 4                       | Prema Powerteam   | 18     | 1  | 2  | 3  | 8     | 140    | 5       |
| 2016/17 | MRF Challenge Formula 2000             | MRF Racing        | 15     | 0  | 0  | 0  | 3     | 135    | 6       |
| 2017    | Niemiecka Formuła 4                    | Prema Powerteam   | 21     | 2  | 0  | 0  | 7     | 245,5  | 1       |
| 2017    | Włoska Formuła 4                       | Prema Powerteam   | 9      | 1  | 2  | 2  | 5     | 114    | NS†     |
| 2017    | Europejska Formuła 3                   | Motopark          | 3      | 0  | 0  | 0  | 0     | 0      | NS†     |
| 2018    | Europejska Formuła 3                   | Motopark          | 16     | 3  | 1  | 1  | 4     | 141    | 4       |
| 2018    | Grand Prix Makau                       | Motopark          | 1      | 0  | 0  | 0  | 0     | n.d.   | 19      |
| 2019    | Formuła 3                              | Hitech Grand Prix | 16     | 3  | 1  | 1  | 4     | 141    | 4       |
| 2019    | Grand Prix Makau                       | Hitech Grand Prix | 1      | 0  | 1  | 0  | 1     | n.d.   | 2       |
| 2019    | Super Formula                          | Team Mugen        | 1      | 0  | 0  | 0  | 0     | 0      | 23      |
| 2020    | Formula Regional European Championship | KIC Motorsport    | 9      | 0  | 0  | 3  | 3     | 81     | 8       |
| 2020    | Formuła 2                              | DAMS              | 8      | 0  | 0  | 0  | 1     | 16     | 16      |
| 2021    | Formuła 2                              | Hitech Grand Prix | 23     | 2  | 0  | 1  | 6     | 120    | 6       |
| 2022    | Formuła 2                              | Hitech Grand Prix | 28     | 1  | 2  | 4  | 5     | 114    | 11      |

† - Jako gość nie mógł zdobywać punktów.

### Europejska Formuła 3
| Legenda oznaczeń w tabelach wyników Wyświetl szablon na nowej stronie | Legenda oznaczeń w tabelach wyników Wyświetl szablon na nowej stronie                                                                     |
| Oznaczenie                                                            | Wyjaśnienie |
| --------------------------------------------------------------------- | --- |
| Złoty                                                                 | Zwycięzca lub mistrzostwo |
| Srebrny                                                               | 2. miejsce lub wicemistrzostwo |
| Brązowy                                                               | 3. miejsce lub II wicemistrzostwo |
| Zielony                                                               | Ukończył, punktował (w klasyfikacji generalnej, gdy zdobył co najmniej jeden punkt na przestrzeni sezonu, poza trzema powyższymi opcjami) |
| Niebieski                                                             | Ukończył, nie punktował (w klasyfikacji generalnej, gdy nie zdobył co najmniej jednego punktu na przestrzeni sezonu)                      |
| Czerwony                                                              | Nie zakwalifikował się (NZ) |
| Czerwony                                                              | Nie prekwalifikował się (NPK) |
| Różowy                                                                | Nie ukończył (NU) |
| Różowy                                                                | Niesklasyfikowany (NS) (w klasyfikacji generalnej, gdy nie został sklasyfikowany w żadnym wyścigu sezonu)                                 |
| Czarny                                                                | Zdyskwalifikowany (DK) |
| Czarny                                                                | Wykluczony (WYK/EX) |
| Biały                                                                 | Nie wystartował (NW) |
| Biały                                                                 | Kontuzjowany (K/INJ) |
| Biały                                                                 | Wyścig odwołany (OD/C) |
| Bez koloru                                                            | Został wycofany (WYC/WD) |
| Bez koloru                                                            | Nie przybył (NP/DNA) |
| Bez koloru                                                            | Nie brał udziału w treningach (NT/DNP) |
| Bez koloru                                                            | Nie został zgłoszony (–) |
| Pogrubienie                                                           | Start z pole position |
| Kursywa                                                               | Najszybsze okrążenie wyścigu |
| †                                                                     | Nie ukończył, ale jego rezultat został zaliczony ze względu na przejechanie więcej niż 90% dystansu wyścigu.                              |
| *                                                                     | Sezon w trakcie |
| 1/2/3                                                                 | Punktowana pozycja w sprincie kwalifikacyjnym                                                                                             |
| Lista systemów punktacji Formuły 1                                    | |

| Rok  | Zespół   | Wyniki w poszczególnych eliminacjach | Wyniki w poszczególnych eliminacjach | Wyniki w poszczególnych eliminacjach | Wyniki w poszczególnych eliminacjach | Wyniki w poszczególnych eliminacjach | Wyniki w poszczególnych eliminacjach | Wyniki w poszczególnych eliminacjach | Wyniki w poszczególnych eliminacjach | Wyniki w poszczególnych eliminacjach | Wyniki w poszczególnych eliminacjach | Wyniki w poszczególnych eliminacjach | Wyniki w poszczególnych eliminacjach | Wyniki w poszczególnych eliminacjach | Wyniki w poszczególnych eliminacjach | Wyniki w poszczególnych eliminacjach | Wyniki w poszczególnych eliminacjach | Wyniki w poszczególnych eliminacjach | Wyniki w poszczególnych eliminacjach | Wyniki w poszczególnych eliminacjach | Wyniki w poszczególnych eliminacjach | Wyniki w poszczególnych eliminacjach | Wyniki w poszczególnych eliminacjach | Wyniki w poszczególnych eliminacjach | Wyniki w poszczególnych eliminacjach | Wyniki w poszczególnych eliminacjach | Wyniki w poszczególnych eliminacjach | Wyniki w poszczególnych eliminacjach | Wyniki w poszczególnych eliminacjach | Wyniki w poszczególnych eliminacjach | Wyniki w poszczególnych eliminacjach | Punkty | Pozycja |
| ---- | -------- | ------------------------------------ | ------------------------------------ | ------------------------------------ | ------------------------------------ | ------------------------------------ | ------------------------------------ | ------------------------------------ | ------------------------------------ | ------------------------------------ | ------------------------------------ | ------------------------------------ | ------------------------------------ | ------------------------------------ | ------------------------------------ | ------------------------------------ | ------------------------------------ | ------------------------------------ | ------------------------------------ | ------------------------------------ | ------------------------------------ | ------------------------------------ | ------------------------------------ | ------------------------------------ | ------------------------------------ | ------------------------------------ | ------------------------------------ | ------------------------------------ | ------------------------------------ | ------------------------------------ | ------------------------------------ | ------ | ------- |
| 2017 | Motopark | SIL                                  | SIL                                  | SIL                                  | MNZ                                  | MNZ                                  | MNZ                                  | PAU                                  | PAU                                  | PAU                                  | HUN                                  | HUN                                  | HUN                                  | NOR                                  | NOR                                  | NOR                                  | SPA                                  | SPA                                  | SPA                                  | ZAN                                  | ZAN                                  | ZAN                                  | NÜR                                  | NÜR                                  | NÜR                                  | RBR                                  | RBR                                  | RBR                                  | HOC                                  | HOC                                  | HOC                                  | 0      | NS†     |
| 2017 | Motopark | —                                    | —                                    | —                                    | —                                    | —                                    | —                                    | —                                    | —                                    | —                                    | —                                    | —                                    | —                                    | —                                    | —                                    | —                                    | —                                    | —                                    | —                                    | —                                    | —                                    | —                                    | —                                    | —                                    | —                                    | —                                    | —                                    | —                                    | 21                                   | 12                                   | 12                                   | 0      | NS†     |
| 2018 | Motopark | PAU                                  | PAU                                  | PAU                                  | HUN                                  | HUN                                  | HUN                                  | NOR                                  | NOR                                  | NOR                                  | ZAN                                  | ZAN                                  | ZAN                                  | SPA                                  | SPA                                  | SPA                                  | SIL                                  | SIL                                  | SIL                                  | MIS                                  | MIS                                  | MIS                                  | NÜR                                  | NÜR                                  | NÜR                                  | RBR                                  | RBR                                  | RBR                                  | HOC                                  | HOC                                  | HOC                                  | 284    | 4       |
| 2018 | Motopark | 10                                   | 17                                   | 12                                   | 6                                    | 18                                   | 4                                    | 7                                    | 1                                    | 2                                    | 6                                    | 8                                    | 15                                   | 6                                    | NU                                   | 4                                    | 4                                    | 2                                    | 1                                    | 5                                    | 1                                    | 2                                    | NU                                   | 15                                   | 6                                    | 6                                    | 4                                    | 8                                    | 3                                    | 1                                    | 9                                    | 284    | 4       |

† - Jako gość nie mógł zdobywać punktów.

### Formuła 3
| Rok  | Zespół            | Wyniki w poszczególnych eliminacjach | Wyniki w poszczególnych eliminacjach | Wyniki w poszczególnych eliminacjach | Wyniki w poszczególnych eliminacjach | Wyniki w poszczególnych eliminacjach | Wyniki w poszczególnych eliminacjach | Wyniki w poszczególnych eliminacjach | Wyniki w poszczególnych eliminacjach | Wyniki w poszczególnych eliminacjach | Wyniki w poszczególnych eliminacjach | Wyniki w poszczególnych eliminacjach | Wyniki w poszczególnych eliminacjach | Wyniki w poszczególnych eliminacjach | Wyniki w poszczególnych eliminacjach | Wyniki w poszczególnych eliminacjach | Wyniki w poszczególnych eliminacjach | Punkty | Pozycja |
| ---- | ----------------- | ------------------------------------ | ------------------------------------ | ------------------------------------ | ------------------------------------ | ------------------------------------ | ------------------------------------ | ------------------------------------ | ------------------------------------ | ------------------------------------ | ------------------------------------ | ------------------------------------ | ------------------------------------ | ------------------------------------ | ------------------------------------ | ------------------------------------ | ------------------------------------ | ------ | ------- |
| 2019 | Hitech Grand Prix | CAT                                  | CAT                                  | LEC                                  | LEC                                  | RBR                                  | RBR                                  | SIL                                  | SIL                                  | HUN                                  | HUN                                  | SPA                                  | SPA                                  | MNZ                                  | MNZ                                  | SOC                                  | SOC                                  | 141    | 4       |
| 2019 | Hitech Grand Prix | 6                                    | 2                                    | 4                                    | 17                                   | 1                                    | 6                                    | 1                                    | 15                                   | 4                                    | 4                                    | 5                                    | 21                                   | NU                                   | 11                                   | 8                                    | 1                                    | 141    | 4       |

### Super Formula
| Rok  | Zespół     | Wyniki w poszczególnych eliminacjach | Wyniki w poszczególnych eliminacjach | Wyniki w poszczególnych eliminacjach | Wyniki w poszczególnych eliminacjach | Wyniki w poszczególnych eliminacjach | Wyniki w poszczególnych eliminacjach | Wyniki w poszczególnych eliminacjach | Punkty | Pozycja |
| ---- | ---------- | ------------------------------------ | ------------------------------------ | ------------------------------------ | ------------------------------------ | ------------------------------------ | ------------------------------------ | ------------------------------------ | ------ | ------- |
| 2019 | Team Mugen | SUZ                                  | AUT                                  | SUG                                  | FUJ                                  | MOT                                  | OKA                                  | SUZ                                  | 0      | 23      |
| 2019 | Team Mugen | —                                    | —                                    | —                                    | —                                    | —                                    | —                                    | 18                                   | 0      | 23      |

### Formuła 2
| Rok  | Zespół            | Wyniki w poszczególnych eliminacjach | Wyniki w poszczególnych eliminacjach | Wyniki w poszczególnych eliminacjach | Wyniki w poszczególnych eliminacjach | Wyniki w poszczególnych eliminacjach | Wyniki w poszczególnych eliminacjach | Wyniki w poszczególnych eliminacjach | Wyniki w poszczególnych eliminacjach | Wyniki w poszczególnych eliminacjach | Wyniki w poszczególnych eliminacjach | Wyniki w poszczególnych eliminacjach | Wyniki w poszczególnych eliminacjach | Wyniki w poszczególnych eliminacjach | Wyniki w poszczególnych eliminacjach | Wyniki w poszczególnych eliminacjach | Wyniki w poszczególnych eliminacjach | Wyniki w poszczególnych eliminacjach | Wyniki w poszczególnych eliminacjach | Wyniki w poszczególnych eliminacjach | Wyniki w poszczególnych eliminacjach | Wyniki w poszczególnych eliminacjach | Wyniki w poszczególnych eliminacjach | Wyniki w poszczególnych eliminacjach | Wyniki w poszczególnych eliminacjach | Wyniki w poszczególnych eliminacjach | Wyniki w poszczególnych eliminacjach | Wyniki w poszczególnych eliminacjach | Wyniki w poszczególnych eliminacjach | Punkty | Pozycja |
| ---- | ----------------- | ------------------------------------ | ------------------------------------ | ------------------------------------ | ------------------------------------ | ------------------------------------ | ------------------------------------ | ------------------------------------ | ------------------------------------ | ------------------------------------ | ------------------------------------ | ------------------------------------ | ------------------------------------ | ------------------------------------ | ------------------------------------ | ------------------------------------ | ------------------------------------ | ------------------------------------ | ------------------------------------ | ------------------------------------ | ------------------------------------ | ------------------------------------ | ------------------------------------ | ------------------------------------ | ------------------------------------ | ------------------------------------ | ------------------------------------ | ------------------------------------ | ------------------------------------ | ------ | ------- |
| 2020 | DAMS              | RBR                                  | RBR                                  | RBR                                  | RBR                                  | HUN                                  | HUN                                  | SIL                                  | SIL                                  | SIL                                  | SIL                                  | CAT                                  | CAT                                  | SPA                                  | SPA                                  | MNZ                                  | MNZ                                  | MUG                                  | MUG                                  | SOC                                  | SOC                                  | BHR                                  | BHR                                  | BHR                                  | BHR                                  |                                      |                                      |                                      |                                      | 16     | 16      |
| 2020 | DAMS              | —                                    | —                                    | —                                    | —                                    | —                                    | —                                    | —                                    | —                                    | —                                    | —                                    | —                                    | —                                    | 11                                   | 11                                   | 11                                   | 9                                    | 7                                    | 3                                    | NU                                   | 18                                   | —                                    | —                                    | —                                    | —                                    |                                      |                                      |                                      |                                      | 16     | 16      |
| 2021 | Hitech Grand Prix | BHR                                  | BHR                                  | BHR                                  | MON                                  | MON                                  | MON                                  | BAK                                  | BAK                                  | BAK                                  | SIL                                  | SIL                                  | SIL                                  | MNZ                                  | MNZ                                  | MNZ                                  | SOC                                  | SOC                                  | SOC                                  | JED                                  | JED                                  | JED                                  | YAS                                  | YAS                                  | YAS                                  |                                      |                                      |                                      |                                      | 120    | 6       |
| 2021 | Hitech Grand Prix | 10                                   | 16                                   | 13                                   | 5                                    | 3                                    | 8                                    | 8                                    | 1                                    | 1                                    | 2                                    | 6                                    | 7                                    | 8                                    | 6                                    | NU                                   | 2                                    | OD                                   | NU                                   | 3                                    | NU                                   | 6‡                                   | 12                                   | NU                                   | 8                                    |                                      |                                      |                                      |                                      | 120    | 6       |
| 2022 | Hitech Grand Prix | BHR                                  | BHR                                  | JED                                  | JED                                  | IMO                                  | IMO                                  | CAT                                  | CAT                                  | MON                                  | MON                                  | BAK                                  | BAK                                  | SIL                                  | SIL                                  | RBR                                  | RBR                                  | LEC                                  | LEC                                  | HUN                                  | HUN                                  | SPA                                  | SPA                                  | ZAN                                  | ZAN                                  | MNZ                                  | MNZ                                  | YAS                                  | YAS                                  | 114    | 11      |
| 2022 | Hitech Grand Prix | 7                                    | 3                                    | 2                                    | 10                                   | 15                                   | NU                                   | NU                                   | 17                                   | 5                                    | 3                                    | 12                                   | NU                                   | 12                                   | 6                                    | 5                                    | 8                                    | 11                                   | 12                                   | 2                                    | 5                                    | 14                                   | 8                                    | 5                                    | 7                                    | 1                                    | 10                                   | 12                                   | 8                                    | 114    | 11      |

‡ - Przyznano połowę punktów, gdyż zostało przejechane mniej niż 75% wyścigu.